# سد بست كز
 سد بست گز ، سد حديث وكبير جداً أنشئ في عام 2005 م، في أسفل هضبة «جبل پل»  وسهل خرتل، في جنوب كوخرد التابعة لناحية كوخرد ( بالفارسية: بخش كوخرد ) من توابع مدينة بستك في محافظة هرمزگان في جنوب إيران. وهو خامس سد من حيث الترتيب التي أنشئت في بلدة كوخرد.

## الماء شريان الحياة
ومن المعلوم أن الماء هو شريان الحياة وعصبها وهو الركيزة الأساسية الأولى التي تقوم عليها التنمية الشاملة وبالنظر إلي أن كوخرد تقع ضمن المنطقة الجافة وشبة الجافة والتي تكون فيها الأمطار غير منتظمة، فأن المحافظة على المياه وتنمية مواردها كان وما زال هدفاً رئيسياً من أهداف المسولين المحليين في ناحية كوخرد، وقد تضافرت الجهود للارتقاء بمستوى الموارد المائية وأساليبها وتوفير ما من شأنه ضمان نموها واستمرارها وأتضح ذلك من خلال إقامة مشاريع السدود لتحقيق الاستفادة القصوى من مياه الأمطار لدعم المياه الجوفية  ولتزويد السكان بالمياه لاستخدامها لأغراض الزراعة ودعم مياه الأفلاج وغيرها بالمنطقة بالنسبة لسدود التخزين السطحي بدلاً من ضياعها في الصحراء أو النهر. ويبلغ عدد سدود التغذية الجوفية بالناحية كوخرد حتى الآن 5 سدود 
موزعة على مختلف المناطق بسعة تخزينية اجمالية تقدر بأكثر من 6547 مليون مكعب تقريباً، منها 4 سدود في منطقة الجنوبية الملاصقة لبادية كوخرد الجنوبية، وسد واحد في المنطقة الشمالية للبلدة.

## مفهوم السد
السد هو إنشاء هندسي يقام فوق واد أو منخفض بهدف حجز المياه. والسدود من أقدم المنشآت المائية التي عرفها الإنسان. وعادة ما يتم تصنيفها حسب أشكالها والمواد التي استخدمت في بنائها والأهداف التي شيدت من أجلها. إن الأنواع الشائعة من السدود هي التي تنشأ من نوع واحد من المواد أو ذات الردم الترابي والردم الصخري مع قالب ترابي، أو ذات الواجهة الخرسانية، والسدود الخرسانية التي تعتمد على الجاذبية أو القوس أو الدعامات الواقية.

## حدود سد بست گز
حدود سد بست گز من الشمال: اتلسد التاريخي سد بز، ومن ناحية الجنوب «سهل چتی» وو سهل پاراو، وسهل أوه شیرینو، وسهل ديووني، وجبل بختياري، ومن ناحية الغرب سد جابر، و«لمبير ملكي»، وسهل باپیر، وسهل بست گز، ومن جهة الشرق تنتهي ب سهل خرتل وصخرة الفطر وکارگهی، ثم سنگ نازبن في أقصى الشرق.
- يصف الشاعر معروف الكوخردي سد بست گز في هذه الأبيات قائلاً: